# Jolin Tsai
Jolin Tsai (født 15. september 1980) er en taiwanesisk sangerinde. 

## Diskografi
- 1999 1019
- 2000 Don't Stop
- 2000 Show Your Love
- 2001 Lucky Number
- 2003 Magic
- 2004 Castle
- 2005 J-Game
- 2006 Dancing Diva
- 2007 Agent J
- 2009 Butterfly
- 2010 Myself
- 2012 Muse
- 2014 Play
- 2018 Ugly Beauty